# Lost media

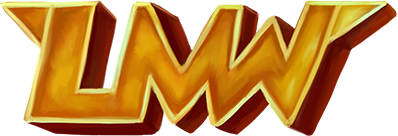
logo-ul pentru site-ul dedicat arhivării, “The Lost Media Wiki”.

Lost media (în română: Mediu pierdut) este orice Mediu care se poate confirma că nu mai există. Acest termen poate cuprinde medii precum cel audio, vizual, audiovizual, cel al filmelor, televiziunii, difuzării radio, muzicii  sau a jocurilor video.
Motivele care duc la pierderea unui mediu este probabil distrugerea acestuia sau lipsa de prezervare adecvată (pe un USB, CD sau DVD). De asemenea, o altă cauză poate fi degradarea în timp a unui astfel de mediu, mai ales dacă nu este păstrat în condiții adecvate de depozitare.

## Conservare
Site-uri precum Wayback Machine (cunoscut și sub numele de “archive.org”) pot să ușureze procesul de arhivare a unei piese digitale si al capturării site-urilor web defuncte.

## Clasificare

### Metodă de clasificare folosită pe Lost media wiki
-Găsit: când materialul a fost 100% salvat.
-Parțial pierdut: când 50% sau mai mult din material a fost salvat.
-Parțial găsit: când mai putin de 50% din material a fost salvat.
-Pierdut: când materialul este complet dezarhivat.

### Alte clasificări
-existența neconfirmată: când nu se știe dacă materialul este real sau fals.
-inexistent: când este confirmat că materialul nu există.
-anulat: când materialul nu a mai fost terminat și nelansat.